# Chặng đua MotoGP Anh
Chặng đua MotoGP Anh (tên chính thức British Grand Prix) là một chặng đua thuộc giải đua xe MotoGP được tổ chức ở Trường đua Silverstone. Chặng đua này bao gồm ba thể thức là MotoGP, Moto2, Moto3.

## Lịch sử
Trước năm 1977, chặng đua MotoGP được tổ chức ở Anh là chặng đua TT Isle of Man. Tuy nhiên do tính chất nguy hiểm của chặng đua này nên Ban tổ chức đã quyết định thay thế nó bằng chặng đua MotoGP Anh.
Từ năm 1977-1986: Chặng đua được tổ chức ở trường đua Silverstone.
Từ năm 1987-2009: Chặng đua được tổ chức ở trường đua Donington Park.
Tay đua có nhiều chiến thắng ở GP Anh  (tính tất cả các thể thức) là Valentino Rossi với 8 chiến thắng, trong đó có 7 chiến thắng ở Donington Park và 1 chiến thắng ở Silverstone.
Năm 2018: Cuộc đua chính của cả 3 thể thức đều bị hủy vì thời tiết xấu.
Năm 2019: Ở cuộc đua thể thức MotoGP có tai nạn giữa Fabio Quartararo và Andrea Dovizioso ở pha xuất phát. Sau đó thì Alex Rins đã đánh bại Marc Marquez để giành chiến thắng.
Năm 2020: Chặng đua bị hủy vì đại dịch COVID-19.

## Kết quả theo năm
| Năm  | Trường đua  | Moto3                       | Moto3                       | Moto2                       | Moto2                       | MotoGP                      | MotoGP                      | Chi tiết                    |
| Năm  | Trường đua  | Tay đua                     | Xe                          | Tay đua                     | Xe                          | Tay đua                     | Xe                          | Chi tiết                    |
| ---- | ----------- | --------------------------- | --------------------------- | --------------------------- | --------------------------- | --------------------------- | --------------------------- | --------------------------- |
| 2023 | Silverstone | David Alonso                | Gas Gas                     | Fermín Aldeguer             | Boscoscuro                  | Aleix Espargaró             | Aprilia                     | Chi tiết                    |
| 2021 | Silverstone | Romano Fenati               | Husqvarna                   | Remy Gardner                | Kalex                       | Fabio Quartararo            | Yamaha                      | Chi tiết                    |
| 2020 | Silverstone | Bị hủy vì đại dịch Covid-19 | Bị hủy vì đại dịch Covid-19 | Bị hủy vì đại dịch Covid-19 | Bị hủy vì đại dịch Covid-19 | Bị hủy vì đại dịch Covid-19 | Bị hủy vì đại dịch Covid-19 | Bị hủy vì đại dịch Covid-19 |
| 2019 | Silverstone | Marcos Ramírez              | Honda                       | Augusto Fernández           | Kalex                       | Álex Rins                   | Suzuki                      | Report                      |
| 2018 | Silverstone | Bị hủy vì thời tiết xấu     | Bị hủy vì thời tiết xấu     | Bị hủy vì thời tiết xấu     | Bị hủy vì thời tiết xấu     | Bị hủy vì thời tiết xấu     | Bị hủy vì thời tiết xấu     | Report                      |
| 2017 | Silverstone | Arón Canet                  | Honda                       | Takaaki Nakagami            | Kalex                       | Andrea Dovizioso            | Ducati                      | Report                      |
| 2016 | Silverstone | Brad Binder                 | KTM                         | Thomas Lüthi                | Kalex                       | Maverick Viñales            | Suzuki                      | Report                      |
| 2015 | Silverstone | Danny Kent                  | Honda                       | Johann Zarco                | Kalex                       | Valentino Rossi             | Yamaha                      | Report                      |
| 2014 | Silverstone | Álex Rins                   | Honda                       | Esteve Rabat                | Kalex                       | Marc Márquez                | Honda                       | Report                      |
| 2013 | Silverstone | Luis Salom                  | KTM                         | Scott Redding               | Kalex                       | Jorge Lorenzo               | Yamaha                      | Report                      |
| 2012 | Silverstone | Maverick Viñales            | FTR-Honda                   | Pol Espargaró               | Kalex                       | Jorge Lorenzo               | Yamaha                      | Report                      |
| Năm  | Trường đua  | 125cc                       | 125cc                       | Moto2                       | Moto2                       | MotoGP                      | MotoGP                      | Chi tiết                    |
| Năm  | Trường đua  | Tay đua                     | Xe                          | Tay đua                     | Xe                          | Tay đua                     | Xe                          | Chi tiết                    |
| 2011 | Silverstone | Jonas Folger                | Aprilia                     | Stefan Bradl                | Kalex                       | Casey Stoner                | Honda                       | Report                      |
| 2010 | Silverstone | Marc Márquez                | Derbi                       | Jules Cluzel                | Suter                       | Jorge Lorenzo               | Yamaha                      | Report                      |
| Năm  | Trường đua  | 125cc                       | 125cc                       | 250cc                       | 250cc                       | MotoGP                      | MotoGP                      | Chi tiết                    |
| Năm  | Trường đua  | Tay đua                     | Xe                          | Tay đua                     | Xe                          | Tay đua                     | Xe                          | Chi tiết                    |
| 2009 | Donington   | Julian Simon                | Aprilia                     | Hiroshi Aoyama              | Honda                       | Andrea Dovizioso            | Honda                       | Report                      |
| 2008 | Donington   | Scott Redding               | Aprilia                     | Mika Kallio                 | KTM                         | Casey Stoner                | Ducati                      | Report                      |
| 2007 | Donington   | Mattia Pasini               | Aprilia                     | Andrea Dovizioso            | Honda                       | Casey Stoner                | Ducati                      | Report                      |
| 2006 | Donington   | Álvaro Bautista             | Aprilia                     | Jorge Lorenzo               | Aprilia                     | Dani Pedrosa                | Honda                       | Report                      |
| 2005 | Donington   | Julián Simón                | KTM                         | Randy de Puniet             | Aprilia                     | Valentino Rossi             | Yamaha                      | Report                      |
| 2004 | Donington   | Andrea Dovizioso            | Honda                       | Dani Pedrosa                | Honda                       | Valentino Rossi             | Yamaha                      | Report                      |
| 2003 | Donington   | Héctor Barberá              | Aprilia                     | Fonsi Nieto                 | Aprilia                     | Max Biaggi                  | Honda                       | Report                      |
| 2002 | Donington   | Arnaud Vincent              | Aprilia                     | Marco Melandri              | Aprilia                     | Valentino Rossi             | Honda                       | Report                      |
| Năm  | Trường đua  | 125cc                       | 125cc                       | 250cc                       | 250cc                       | 500cc                       | 500cc                       | Chi tiết                    |
| Năm  | Trường đua  | Tay đua                     | Xe                          | Tay đua                     | Xe                          | Tay đua                     | Xe                          | Chi tiết                    |
| 2001 | Donington   | Youichi Ui                  | Derbi                       | Daijiro Kato                | Honda                       | Valentino Rossi             | Honda                       | Report                      |
| 2000 | Donington   | Youichi Ui                  | Derbi                       | Ralf Waldmann               | Aprilia                     | Valentino Rossi             | Honda                       | Report                      |
| 1999 | Donington   | Masao Azuma                 | Honda                       | Valentino Rossi             | Aprilia                     | Àlex Crivillé               | Honda                       | Report                      |
| 1998 | Donington   | Kazuto Sakata               | Aprilia                     | Loris Capirossi             | Aprilia                     | Simon Crafar                | Yamaha                      | Report                      |
| 1997 | Donington   | Valentino Rossi             | Aprilia                     | Ralf Waldmann               | Honda                       | Mick Doohan                 | Honda                       | Report                      |
| 1996 | Donington   | Stefano Perugini            | Aprilia                     | Max Biaggi                  | Aprilia                     | Mick Doohan                 | Honda                       | Report                      |
| 1995 | Donington   | Kazuto Sakata               | Aprilia                     | Max Biaggi                  | Aprilia                     | Mick Doohan                 | Honda                       | Report                      |
| 1994 | Donington   | Takeshi Tsujimura           | Honda                       | Loris Capirossi             | Honda                       | Kevin Schwantz              | Suzuki                      | Report                      |
| 1993 | Donington   | Dirk Raudies                | Honda                       | Jean-Philippe Ruggia        | Aprilia                     | Luca Cadalora               | Yamaha                      | Report                      |
| 1992 | Donington   | Fausto Gresini              | Honda                       | Pierfrancesco Chili         | Aprilia                     | Wayne Gardner               | Honda                       | Report                      |
| 1991 | Donington   | Loris Capirossi             | Honda                       | Luca Cadalora               | Honda                       | Kevin Schwantz              | Suzuki                      | Report                      |
| 1990 | Donington   | Loris Capirossi             | Honda                       | Luca Cadalora               | Yamaha                      | Kevin Schwantz              | Suzuki                      | Report                      |

| Năm  | Trường đua  | 80cc            | 80cc    | 125cc          | 125cc   | 250cc            | 250cc  | 500cc           | 500cc  | Chi tiết |
| Năm  | Trường đua  | Tay đua         | Xe      | Tay đua        | Xe      | Tay đua          | Xe     | Tay đua         | Xe     | Chi tiết |
| ---- | ----------- | --------------- | ------- | -------------- | ------- | ---------------- | ------ | --------------- | ------ | -------- |
| 1989 | Donington   |                 |         | Hans Spaan     | Honda   | Sito Pons        | Honda  | Kevin Schwantz  | Suzuki | Report   |
| 1988 | Donington   |                 |         | Ezio Gianola   | Honda   | Luca Cadalora    | Honda  | Wayne Rainey    | Yamaha | Report   |
| 1987 | Donington   | Jorge Martínez  | Derbi   | Fausto Gresini | Garelli | Anton Mang       | Honda  | Eddie Lawson    | Yamaha | Report   |
| 1986 | Silverstone | Ian McConnachie | Krauser | August Auinger | MBA     | Dominique Sarron | Honda  | Wayne Gardner   | Honda  | Report   |
| 1985 | Silverstone |                 |         | August Auinger | MBA     | Anton Mang       | Honda  | Freddie Spencer | Honda  | Report   |
| 1984 | Silverstone |                 |         | Ángel Nieto    | Garelli | Christian Sarron | Yamaha | Randy Mamola    | Honda  | Report   |
| Năm  | Trường đua  | 50cc            | 50cc    | 125cc          | 125cc   | 250cc            | 250cc  | 500cc           | 500cc  | Chi tiết |
| Năm  | Trường đua  | Tay đua         | Xe      | Tay đua        | Xe      | Tay đua          | Xe     | Tay đua         | Xe     | Chi tiết |
| 1983 | Silverstone |                 |         | Ángel Nieto    | Garelli | Jacques Bolle    | Pernod | Kenny Roberts   | Yamaha | Report   |

| Năm  | Trường đua  | 50cc    | 50cc | 125cc              | 125cc      | 250cc           | 250cc    | 350cc               | 350cc    | 500cc           | 500cc  | Chi tiết |
| Năm  | Trường đua  | Tay đua | Xe   | Tay đua            | Xe         | Tay đua         | Xe       | Tay đua             | Xe       | Tay đua         | Xe     | Chi tiết |
| ---- | ----------- | ------- | ---- | ------------------ | ---------- | --------------- | -------- | ------------------- | -------- | --------------- | ------ | -------- |
| 1982 | Silverstone |         |      | Ángel Nieto        | Garelli    | Martin Wimmer   | Yamaha   | Jean-François Baldé | Kawasaki | Franco Uncini   | Suzuki | Report   |
| 1981 | Silverstone |         |      | Ángel Nieto        | Garelli    | Anton Mang      | Kawasaki | Anton Mang          | Kawasaki | Jack Middelburg | Suzuki | Report   |
| 1980 | Silverstone |         |      | Loris Reggiani     | Minarelli  | Kork Ballington | Kawasaki | Anton Mang          | Krauser  | Randy Mamola    | Suzuki | Report   |
| 1979 | Silverstone |         |      | Ángel Nieto        | Minarelli  | Kork Ballington | Kawasaki | Kork Ballington     | Kawasaki | Kenny Roberts   | Yamaha | Report   |
| 1978 | Silverstone |         |      | Ángel Nieto        | Minarelli  | Anton Mang      | Kawasaki | Kork Ballington     | Kawasaki | Kenny Roberts   | Yamaha | Report   |
| 1977 | Silverstone |         |      | Pierluigi Conforti | Morbidelli | Kork Ballington | Yamaha   | Kork Ballington     | Yamaha   | Pat Hennen      | Suzuki | Report   |